# Supercopa Argentina 2012
La Supercopa Argentina 2012 fu la 1ª edizione della Supercopa Argentina.
Si tenne in gara unica allo Stadio Bicentenario di San Fernando del Valle de Catamarca il 7 novembre 2012 e vide contrapposti i campioni argentini di Clausura 2012 dell'Arsenal Sarandí contro i vincitori della Coppa d'Argentina 2011-12 del Boca Juniors.
Il trofeo fu vinto dall'Arsenal Sarandí che, dopo lo 0-0 dopo i tempi supplementari, si aggiudicò l'incontro per 4-3 ai tiri di rigore.

## Tabellino
| Arbitro: | Pablo Lunati |

| |                      | |
| Canales Caffa Nervo Carbonero Zelaya Braghieri                                                                            | Tiri di rigore 4 – 3 | Silva Caruzzo Paredes G.M. Fernández Schiavi Colazo                                                                           |
| · Campestrini · 6’ Nervo · López · Braghieri · Pérez · Ortiz (c) · Marcone · 90+1’ Aguirre · Carbonero · Zelaya · Canales | Formazioni           | · Ustari · Sosa 69’ · Schiavi (c) · G. Burdisso · Albín 79’ · Somoza 64’ · Erviti · G.M. Fernández · Paredes · Acosta · Silva |
| · 90+1’ Caffa | Sostituzioni         | · Erbes 64’ · Colazo 69’ · Caruzzo 79’                                                                                        |
| Gustavo Alfaro | Allenatori           | Julio César Falcioni |